# Johanna Carolina Helena Pollet
Johanna Carolina Helena Pollet, född 2 januari 1750 i Zweibrücken, död 26 juli 1797 i Stralsund, var en svensk målare.

## Biografi
Johanna Carolina Helena Pollet var dotter till geheimerådet och pfalzzweibrückiske ministern vid franska hovet Georg Wilhelm von Pachelbel och Maria Filippina Ehrman. Hon var från 1764 gift med svenske kommendanten i Stralsund Johan Frans Pollet och mor till Marianne Ehrenström. Hennes konst består av skilda motiv utförda i pastell eller gouache. Fredrik Boije bedömde under 1800-talet hennes konst med orden utfört i en större grad av skicklighet än den Konstälskare i allmänhet pläga hinna.